# آندره اولیویرا فاریاس
آندره اولیویرا فاریاس (به پرتغالی: André Oliveira Farias) مدافع اهل برزیل است که در شهر نیتروی و در تاریخ ۱۰ فوریهٔ ۱۹۷۹ به دنیا آمده‌است.
آندره اولیویرا فاریاس در تیم‌های فوتبال Uberlândia سابقهٔ حضور دارد.